# Androgynia

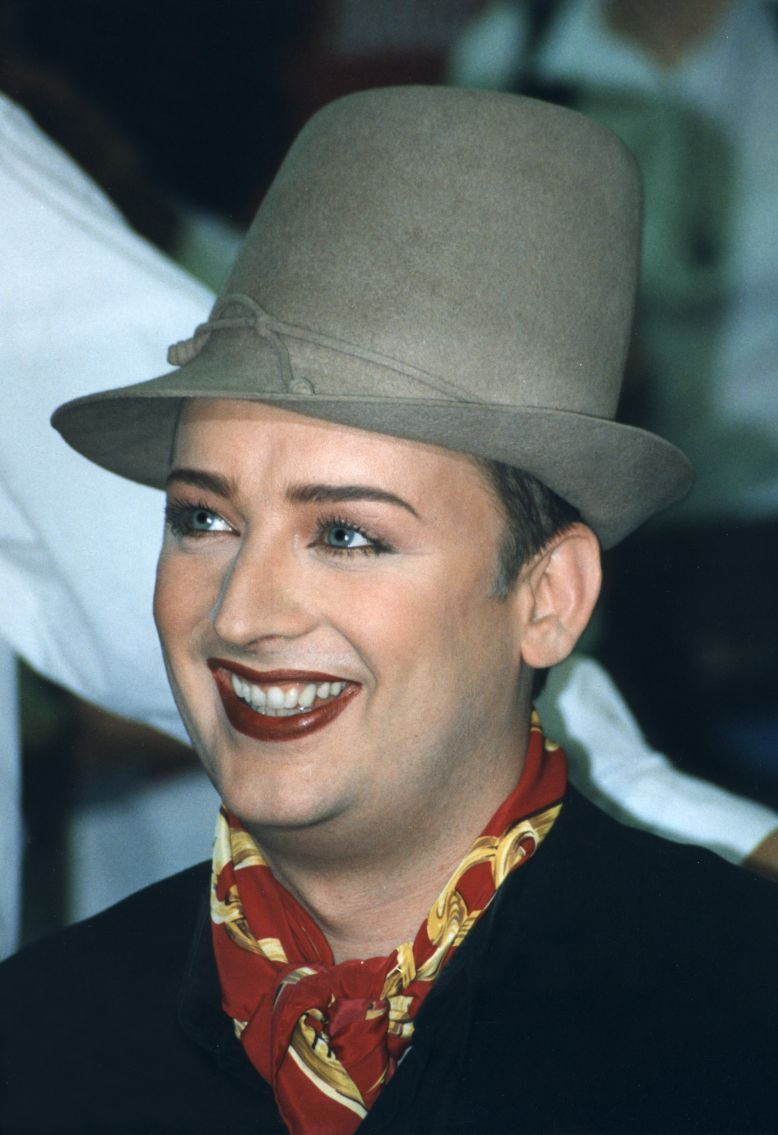
Osoba androgyniczna (Boy George)

Androgynia (z gr. andros „mężczyzna”, gyne „kobieta”) – występowanie u danej osoby cech psychicznych charakterystycznych zarówno dla kobiet, jak i mężczyzn.

## Charakterystyka
Osoby androgyniczne łączą w sobie cechy psychiczne i sposoby zachowania (radzenia sobie w trudnych sytuacjach) charakterystyczne dla tradycyjnie pojmowanej męskości i kobiecości. Osobowość takich jednostek zawiera w sobie jednocześnie niezależność, jak i opiekuńczość, agresywność i łagodność, stanowczość i uległość, racjonalność i uczuciowość. Osoby płciowo stypizowane (kobiece kobiety, męscy mężczyźni) wbudowały w pojęcie „ja” gotowe schematy tego, jak powinni czuć, działać i myśleć „prawdziwi” mężczyźni i „prawdziwe” kobiety. Androgyni natomiast łączą w pojęciu „ja” oba schematy, co pozwala im reagować adekwatnie do sytuacji, plastycznie. Badania psychologiczne nad androgynią psychologiczną zapoczątkowała Sandra Bem. Opracowała kwestionariusz ról płciowych – BSRI (polskie nowe narzędzie stworzone na bazie teoretycznej Sandry Bem to IPP Alicji Kuczyńskiej), wyłaniający osoby o różnym stopniu typizacji płciowej:
1. osoby androgyniczne – osiągające wysokie wyniki w obu skalach: męskości i kobiecości
2. osoby stypizowane płciowo zgodnie z płcią biologiczną – kobiece kobiety i męscy mężczyźni
3. jednostki stypizowane „na krzyż” – męskie kobiety i kobiecy mężczyźni
4. jednostki niezróżnicowane – o niskich wynikach na obu skalach

## Doniesienia z badań
Androgyniczne kobiety są bardziej niezależne, asertywne, a zarazem bardziej opiekuńcze niż „kobiecy” reprezentanci obu płci, mają wyższe poczucie własnej wartości i przejawiają niższy poziom lęku. Androgyniczni mężczyźni są równie stanowczy i niezależni jak męsko stypizowani, ale potrafią w większym stopniu okazywać czułość i współczucie.
Jednostki androgyniczne są opisywane przez innych jako sympatyczniejsze i lepiej przystosowane niż osoby płciowo stypizowane. Wyraźnie stypizowane płciowo dziewczynki i wyraźnie stypizowani chłopcy cechują się niższą inteligencją ogólną, mniejszą wyobraźnią przestrzenną i zdolnościami twórczymi.
Androgyni prezentują wyższy poziom otwartości i gotowości odsłaniania własnego „ja”. Ich komunikacja z innymi jest zróżnicowana i elastyczna: otwartość w wyrażaniu uczuć, empatia, jak i niezależność poglądów, odporność na konformizm.
Istnieje związek między społeczną niekompetencją (trudności w rozumieniu innych i przewidywaniu ich zachowań) a silną typizacją płciową.
Osoby androgyniczne mają szerszy repertuar zachowań i podejmują rodzaje aktywności typowe dla obu płci. Będące w związkach osoby androgyniczne są postrzegane jako bardziej partnerskie, kochające, tolerancyjne, dbające o relacje.
Androgyni, jak i osoby o męskiej tożsamości płciowej, mają wyższą samoocenę niż osoby o tożsamości kobiecej lub też niezróżnicowanej płciowo.
Badając muzyków – kompozytorki i kompozytorów, wykonawczynie i wykonawców, zaobserwowano w tych grupach wyższą niż przeciętnie liczbę osób o cechach androgynicznych.

## Aspekt kulturowy
W kulturze androgynia polega na umyślnym zacieraniu różnic kulturowych między kobietami a mężczyznami, świadomym zewnętrznym upodabnianiu się jednych do drugich (np. strojem), wypełnianiu przez mężczyzn ról społecznych przypisywanych zwykle kobietom i odwrotnie.

### Ubiór i uroda androgyniczna
Przez wiele wieków spodnie były tradycyjnym męskim strojem. Dla kobiet przeznaczone były sukienki. W XIX wieku zaczęto odchodzić od rygorystycznych zasad ubioru. Aktywistki walczyły o równe prawa kobiet, wolność i emancypację. Luisa Capetillo – pochodząca z Puerto Rico obrończyni kobiet – była pierwszą kobietą w swoim kraju, która nosiła spodnie w miejscach publicznych. W latach trzydziestych aktorki, takie jak Marlene Dietrich, szokowały wielu swoimi silnymi pragnieniami noszenia spodni i promowania androgynicznego stylu.
W XIX wieku pionierzy mody, tacy jak Paul Poiret i Coco Chanel, wprowadzili spodnie do mody damskiej. Coco Chanel stworzyła projekty spodni dla kobiet, jak stroje do jazdy konnej i piżamy plażowe.
Elvis Presley wprowadził androgyniczny styl w rock’n’rollu. Sprawił on, że jego androgyniczny wygląd stał się szablonem dla wszystkich rock’n’roll’owców od lat 1950. Makijaż oczu i twarzy sprawiały, że ludzie często uważali Presleya za „zniewieściałego faceta”.
Na przełomie lat 60. oraz 70. Jimi Hendrix często nosił wysokie obcasy i damskie bluzki. Androgynia weszła do głównego nurtu kulturowego i zaczęła mieć istotny wpływ na popkulturę w 1972 roku, kiedy to David Bowie wydał swój kultowy album „The Rise and Fall of Ziggy Stardust and the Spiders from Mars”. Bowie zaprezentował wówczas swoje alter ego – Ziggy Stardust, bladego kosmitę o silnym makijażu i wystających kościach policzkowych.
W latach 90. XX wieku nastąpił wzrost liczby projektantów unisex, a styl androgyniczny został powszechnie uznany w świecie mody.
Obecnie tematyka „płynności płci” w modzie jest bardzo często i energicznie poruszana w mediach. Styl androgyniczny prezentuje na przykład Lady Gaga, która również cechuje się androgyniczną urodą.

## Aspekt religijny
Androgynia to w religioznawstwie występujący w wielu religiach i mitologiach atrybut bogów i postaci mitycznych, u których występuje połączenie przeciwieństw, w tym przeciwstawnych płci. Często spotykany jest archetyp androgyna jako boskiego protoplasty rodzaju ludzkiego.

## W filozofii
Androgynia była przez romantyków rozważana w aspekcie filozofii. Androgyn stawał się człowiekiem idealnym, łączącym w sobie pierwiastki kobiece i męskie, zachowując w ten sposób pełną jedność.
Motyw ten wprowadził Honoriusz Balzac w utworze Serafita, gdzie androgynię uznaje za rodzaj miłości idealnej, wiecznej – pozwalającej prawdziwie pokochać Boga. Reaktualizacja mitu androgyna nastąpiła też w romantyzmie niemieckim (Franz von Baader, Friedrich Schlegel).
Według Kabały Androgynem był pierwszy człowiek – Adam Kadmon. Do koncepcji tej odnoszą się także romantycy.